# Elsa Ehrich
Pour les articles homonymes, voir Ehrich.
Lieschen Frida « Elsa » Ehrich (8 mars 1914 à Bredereiche – 26 octobre 1948) était une gardienne SS dans les camps de concentration nazis de Cracovie-Płaszów et de Majdanek pendant la Seconde Guerre mondiale. Jugée à Lublin (Pologne) au procès de Majdanek, elle fut condamnée à mort pour crimes de guerre et pendue le 26 octobre 1948.
Aufseherin au camp de Majdanek, elle prit une part active aux sélections des déportés destinés aux chambres à gaz ainsi qu'aux exécutions. Elle maltraita notamment les prisonniers sans épargner les enfants.

## Biographie
Née à Bredereiche dans le Land de Brandebourg, elle travaille dans un abattoir. Le 15 août 1940, elle se désigne bénévolement pour travailler dans le camp de concentration de Ravensbrück en tant que gardienne SS. À partir de 1941, Ehrich devient SS-Rapportführerin. En octobre 1942, elle est transférée à Majdanek, près de Lublin, où elle sera promue SS-Oberaufseherin. Ehrich prend une part active aux exécutions des milliers de détenus (y compris dans les chambres à gaz), à la section des femmes et des enfants du camp.
Pendant les 34 mois de fonctionnement du camp, plus de 79 000 prisonniers ont été assassinés au camp principal (59 000 d'entre eux étaient des Juifs polonais) et entre 95 000  et   130 000 personnes ont péri dans l'ensemble des sous-camps de Majdanek.
Le 3 novembre 1943, quelque 18 000 Juifs ont été assassinés à Majdanek ; ce massacre de la Shoah fut nommé Aktion Erntefest (au total, 43 000 personnes furent exécutées en comptant les deux sous-camps).
En février 1943, une typhoïde est diagnostiquée chez Ehrich due aux conditions de vie du camp. Le 5 avril 1944, elle sert comme Aufseherin dans le camp de concentration de Cracovie-Płaszów, et de juin 1944 à avril 1945, est affectée à Neuengamme. Après la guerre, elle parvient à fuir mais est arrêtée à Hambourg en mai 1945 et emprisonnée dans le camp des criminels de guerre PWE29 à Dachau, où elle partage la cellule avec Maria Mandl. Transférée aux autorités polonaises, Ehrich comparaît en 1948 devant la Cour de district de Lublin lors du deuxième procès de Majdanek, où elle est accusée de crimes de guerre et crimes contre l'humanité.
Ehrich est jugée coupable de ces accusations et est condamnée à mort par pendaison le 10 juin 1948. Après l'annonce du verdict, elle demande la clémence au motif qu'elle a un jeune fils, tout en voulant expier sa culpabilité ; demande qui sera rejetée par le président Bierut. Ehrich est exécutée le 26 octobre 1948 à la prison de Lublin[réf. nécessaire].